# Щаслива втеча
Щаслива втеча (фр. Échappement libre) — французько-італійсько-німецько-іспанський пригодницький кінофільм 1964 року, знятий Жаном Беккером, з Жаном-Полем Бельмондо і Джин Сіберг у головних ролях.

## Сюжет
Фільм оповідає про контрабандиста Давида Ладісласа, який займається незаконним переправленням діамантів до Швейцарії. Його залучають до авантюри з переправкою золота до Лівану на спортивній машині, яку доставляють із Барселони з «начинкою». Ладіслас видає себе за репортера, а свою супутницю Ольгу — за фотографа. Після того, як машина доставлена до Бейрута, з'ясовується, що «одержувач» загинув. Ладіслас хоче сам розпорядитися золотом, проте Ольга — проти та залишає його. Але йому не вдається збути це золото. Розуміючи, що може легко загинути, він вирішить добровільно з ним розлучитися. Ольга повертається до нього.

## У ролях
- Жан-Поль Бельмондо — Давид Ледіслас
- Джин Сіберг — Ольга Селан
- Діана Лоріс — Розетта
- Енріко Марія Салерно — Маріо
- Ренате Еверт — епізод
- Жан-П'єр Мар'єль — епізод
- Вольфганг Прайс — Греннер
- Петар Мартинович — Отто
- Фернандо Рей — епізод
- Мішель Бон — Даніель
- Кармен де Ліріо — епізод
- Роберто Камард'єль — Стефанідес
- Ксан дас Болас — епізод
- Фернандо Санчо — епізод
- Маргаріда Хіль — епізод
- Герт Фрьобе — Карл Ферман
- Хосе Марія Каффарель — епізод
- Рафаель Луїс Кальво — епізод
- Хосе Хаспе — епізод
- Домінік Зарді — епізод
- Джакомо Фуріа — Ніно
- Жан Фаллу — епізод
- Анрі Атталь — епізод

## Знімальна група
- Режисер — Жан Беккер
- Сценаристи — Данієль Буланже, Луїс Маркіна, Клод Соте, Жан Беккер, Моріс Фабр, Дідьє Гулар
- Оператор — Едмон Сешан
- Композитори — Грегоріо Гарсія Сегура, Марсіаль Солаль
- Художники — Жорж Вакевич, Антоніо Кортес
- Продюсер — Поль-Едмон Дешарм